# Casatese Merate
L'Unione Sportiva Dilettantistica Casatese Merate è una società calcistica italiana con sede nella città di Casatenovo (LC). Milita in Serie D, la quarta divisione del campionato italiano di calcio.

## Storia
La società è stata fondata nel 1940. Dopo alcuni anni con attività a carattere locale, nel 1945 si iscrive al suo primo campionato, ove un anno dopo nella stagione 1946-1947 viene promossa in Serie C, retrocedendo però l'anno successivo.
Dopo diversi decenni passati nelle serie minori lombarde, nella stagione 1977-1978 si classifica in prima posizione nel girone B del campionato di Promozione, salendo così in Serie D e dopo un campionato a metà classifica, la stagione seguente viene promossa in Serie C2 al termine degli spareggi vinti contro Mira e Montebelluna sotto la presidenza di Rinaldo Villa.
Nel primo anno in Serie C2 chiude all'undicesimo posto in classifica, con 3 punti di vantaggio sulla zona retrocessione, ma al termine della stagione 1981-1982 retrocede nuovamente nei dilettanti, chiudendo il campionato chiuso in diciottesima ed ultima posizione con soli 13 punti in 34 partite, frutto di 11 pareggi ed un'unica vittoria, l'1-0 contro il Seregno del 25 aprile 1982. La squadra in quella stagione risultò inoltre il peggior attacco (9 gol) e la peggior difesa (51 gol subiti) dell'intera Serie C2.
In seguito alla retrocessione la società fallisce e riparte dal campionato di Seconda Categoria. Anche nelle stagioni successive milita principalmente in Promozione e Prima Categoria.
La svolta si ha nel 2010, anno della fusione con il G.S.O. Rogoredo e il relativo cambio di denominazione in CasateseRogoredo: nel 2012 arriva la Promozione, seguita dal salto in Eccellenza tre stagioni più tardi. La scalata è lenta ma costante: nel 2016-2017, dopo un ottimo campionato chiuso al secondo posto, i biancorossi vengono sconfitti dal Bozner ai play-off nazionali, mancando così il ripescaggio in Serie D; nel 2019-2020 però la squadra, nel frattempo tornata a chiamarsi solo Casatese, centra una storica doppietta vincendo prima la Coppa Italia Dilettanti Lombardia, in finale con il Valcalepio, e poi il girone B di Eccellenza, guadagnandosi il ritorno in Serie D dopo quarant'anni. Nella stagione del ritorno in Serie D, si ritrovano a lottare per una clamorosa promozione nella terza serie nazionale salvo poi accontentarsi della quarta piazza in un girone difficile. Non meno soddisfacenti le successive due stagioni, entrambe conclusesi con un terzo posto e l'ammissione ai playoff per il ripescaggio nella più bassa serie professionistica. Nel 2022 i biancorossi vincono la finale dei playoff contro il Legnano, ottenendo quindi una potenziale promozione in Serie C, mantenendo tuttavia la categoria. Nel 2023 invece la squadra perde la stessa finale contro l'Alcione. Nella stagione 2023/2024, la Casatese- pur disputando un campionato più opaco, concluso con un undicesimo posto e una salvezza mai comunque in discussione- raggiunge un traguardo prestigioso: infatti arriva per la prima volta nella sua storia ai quarti di finale di una competizione nazionale, la Coppa Italia Serie D, arrendendosi solo ai calci di rigore contro il Follonica.
Il 1º luglio 2024 si fonde con l'A.C.D. Brianza Cernusco-Merate, chiamandosi U.S.D. Casatese Merate. In campionato, dopo un inizio sottotono, la squadra è capace di inanellare una serie di ottimi risultati, che la conducono stabilmente in zona playoff; l'undici lecchese arriva financo a contendere-a due giornate dalla fine- la prima piazza (e la Serie C) all'Ospitaletto. Tuttavia, neanche questa volta il sogno si concretizza, anche se la Casatese risulta essere la squadra del suo raggruppamento ad avere conquistato più punti nel girone di ritorno. La regular season termina comunque al quarto posto, che vale l'ammissione ai playoff per il ripescaggio (a cui quindi i biancorossi si qualificano per la quarta volta in cinque annate). Il cammino è però breve, con i ragazzi di Giuseppe Commisso che escono al primo turno sconfitti dal Desenzano (peraltro, proprio una sconfitta interna contro i gardesani alla penultima giornata aveva sancito il definitivo addio alle speranze promozione). 

## Partecipazioni ai campionati
| Livello | Categoria | Partecipazioni | Debutto   | Ultima stagione | Totale |
| ------- | --------- | -------------- | --------- | --------------- | ------ |
| 3º      | Serie C   | 1              | 1947-1948 | 1947-1948       | 1      |
| 4º      | Serie C2  | 2              | 1980-1981 | 1981-1982       | 8      |
| 4º      | Serie D   | 6              | 2020-2021 | 2025-2026       | 8      |
| 5º      | Serie D   | 2              | 1978-1979 | 1979-1980       | 2      |

## Palmarès

### Competizioni interregionali
- Serie D: 1

1979-1980 (girone B)

### Competizioni regionali
- Eccellenza: 1

2019-2020 (girone B)
- Coppa Italia Dilettanti Lombardia: 1

2019-2020
- Promozione: 2

1977-1978 (girone B), 1995-1996 (girone B)
- Prima Divisione: 2

1945-1946 (girone F), 1946-1947(girone V)
- Prima Categoria: 4

1993-1994 (girone H), 2000-2001 (girone ?), 2005-2006 (girone F), 2010-2011 (girone C)